# 梅かま
株式会社梅かま（うめかま）は、富山県富山市に本社を置く、日本の水産加工物製造メーカーである。

## 概要
1942年「富山蒲鉾製造販売所」として創立。魚肉を原料とする各種蒲鉾が主力商品。特に、冠婚葬祭の引出物等に使われる贈答用の細工蒲鉾、富山の名産品として知られる細工蒲鉾「やわらか」の製造・販売に力を注いでいる。
また、一般人向けに蒲鉾の製造工程の見学や蒲鉾作りが体験できる「U-mei館」の運営も行なっている。

## 沿革
- 1942年 4月 - 富山市内の蒲鉾業者が合同し、「富山蒲鉾製造販売所」開業。
- 1944年 2月 - 佐々木権次郎、住吉仙太郎らの出資により日本糧秣株式会社設立。
- 1945年 1月 - 富山市八人町で生産開始。
- 1950年 1月 - 社名を富山蒲鉾株式会社へ変更。
- 1952年 2月 - 県外出荷を開始。
- 1962年 9月 - 資本金を1000万円へ増資。日本初の真空包装蒲鉾の販売を開始。
- 1968年 8月 - 富山蒲鉾の販売部門を分離し、株式会社梅かま設立。
- 1969年10月 - 株式会社梅かま新社屋完成。
- 1969年12月 - 富山蒲鉾工場建設。
- 1978年12月 - 第二工場建設。
- 1987年 6月 - 第一工場増設。
- 1995年 2月 - 富山市水橋肘崎に新工場完成。
- 1995年 4月 - 見学ホール 「梅かまミュージアム U-mei館」完成。
- 1996年12月 - 海藻製品研究所増設。
- 2008年 1月 - 「富山蒲鉾株式会社」と「株式会社梅かま」を統合。「富山蒲鉾株式会社」の商号を「株式会社梅かま」に変更し、新生「株式会社梅かま」誕生。

## 所在地
- 富山県富山市水橋肘崎482-8

## 主な製品

### 単品魚肉練り製品
- 別撰 - 昆布巻・赤巻・焼角・しぐれ・やわらか・大和巻
- 特製 - 昆布巻・赤巻・焼角・しぐれ・やわらか
- 中型 - 昆布巻・赤巻・焼角・しぐれ
- 味紀行 - 昆布巻・赤巻・焼角・しぐれ・やわらか
- うお蒲 - かに・紅鮭・えび・ほたるいか・あなご・うにししゃも
- デリ・ライスバー（ビーフカレー・チーズドリア・コーンポタージュ） - 米とすり身をミックスしたスティック状のスナック食品。
- ほくほくおでん 贈答セット - 季節限定。
- ケアフード メルティ - 介護用食品。高齢者や咀嚼に障害のある人にも食べやすいとろけるような食感が特徴[2]。

### 細工蒲鉾
- 祝鯛対揃 - 水産庁長官賞受賞[3]。
- 細工かまぼこ お慶び単品
- 細工かまぼこ お慶び箱入
- 細工かまぼこ お慶びかご盛り
- 細工かまぼこ やわらか
- 細工かまぼこ 法会

### 詰合せ
- 別撰詰合せ
- うお蒲詰合せ
- 特製詰合せ
- 中型詰合せ
- 味紀行詰合せ
- 味つづり詰合せ

### その他
- 天然調味料 にぎすうおじょうゆ - 農林水産大臣賞受賞[4]。
- 棒鱈甘露煮
- いか黒作り
- にしん昆布巻
- 白えび甘酢漬

## U-mei館
梅かまミュージアム U-mei館（うめかまミュージアム ゆうめいかん）は、梅かまが運営する一般向けの展示施設である。毎週水曜日・年末年始は休館。館内は「味わいゾーン」「展示ゾーン」「細工かまぼこ見学ゾーン」「技と伝統ゾーン」の4つの施設に分かれており、蒲鉾の味や製法に間近で触れる事ができる。
また、10〜30人の団体での参加限定で、オリジナルの細工蒲鉾作りを体験できる（事前予約が必要）。